# Distretto di Perambalur
Il distretto di Perambalur è un distretto del Tamil Nadu, in India, di 486 971 abitanti. Il suo capoluogo è Perambalur.